# The Most Beautiful Girl in the World
The Most Beautiful Girl in the World es el primer sencillo del EP The Beautiful Experience de 1994 (El artista conocido anteriormente como Prince), y su álbum de 1995 The Gold Experience. En su cronología de singles, fue su tercer gran lanzamiento desde que cambió su nombre artístico por "The Artist Formerly Known As Prince" o "TAFKAP". En la cronología de su álbum, junto con el EP fue su segundo lanzamiento después de cambiar su nombre. Con el consentimiento del distribuidor habitual de Prince, Warner Bros. Records, "La chica más bella del mundo" fue lanzada por NPG Records y Edel Music, y distribuida independientemente por Bellmark Records, bajo el control y la guía de Music of Life, como un sencillo único, encabezando cinco gráficos diferentes.
El sencillo fue lanzado en febrero de 1994 en el Reino Unido, y sigue siendo el único número uno de Prince en el Reino Unido Singles Chart, [1] y fue seguido en breve por un EP de remixes titulado The Beautiful Experience que también trazó en el # 18 en el gráfico en el Reino Unido. La versión que se lanzó en The Gold Experience es una mezcla diferente de la canción.

## Desarrollo de la canción
La canción original es una balada de ritmo lento que canta a una bella mujer, su próxima prometida, Mayte García. La canción se tocó durante el concurso Miss USA en 1994, pero no en su totalidad. Se difundió ampliamente en las revistas de noticias y comercio que una nueva canción de Prince se estrenaría en el concurso. Los avisos tenían a Prince sentado en una silla con un sombrero bajado sobre su rostro, y García de pie junto a su silla. La canción fue lanzada oficialmente el 24 de febrero de 1994. Más tarde apareció en The Gold Experience.
La versión de The Gold Experience está remezclada. Los tambores son más nítidos en la mezcla, y hay ligeros cambios instrumentales. También se agregaron efectos de sonido y cortes instrumentales en la segunda versión. El puente es un poco más robusto también. La canción todavía se basa en guitarra ligera, teclados y batería en vivo. Aunque la mayor parte de la canción se canta en falsete con Prince alcanzando algunas notas extremadamente altas, el último puente lo tiene usando su voz regular así como un rango de barítono más bajo en un segmento pequeño.
La canción fue un éxito mundial y estableció la capacidad de Prince de tener éxito comercial bajo su nuevo nombre, llegando al No. 3 en el Billboard Hot 100. Fue certificado por la RIAA y vendió 700,000 copias en el país. Sin embargo, la canción fue su último éxito top 10 en el Billboard Hot 100 durante su vida.
Se convirtió en su primer y único single número 1 en el Reino Unido bajo ningún nombre como artista intérprete o ejecutante. Él tenía otros dos número uno del Reino Unido como compositor: el sencillo de 1984 "I Feel for You", cubierto por Chaka Khan y la versión de Sinéad O'Connor de 1990 de "Nothing Compares 2 U". Prince bailó su propia canción "The Most Beautiful Girl in the World" después de los World Music Awards en un evento posterior al show con Kylie Minogue en 1994.
El largo proceso legal que ha contrapuesto a Prince el baterista y compositor Bruno Bergonzi y el músico y cantante Michele Vicino concluyó: la canción "The Most Beautiful Girl In The World" de Prince se consideró idéntica a "Takin' Me To Paradise", escrita por Bergonzi y por Vicino y publicada en 1983. Prince fue condenado definitivamente por plagio, con sentencia de la Corte de Cassazione de Roma, en mayo de 2015.